# Niels Van Zandweghe
Niels Van Zandweghe (* 28. Februar 1996 in Brügge) ist ein belgischer Leichtgewichts-Ruderer. 2018 war er Weltmeisterschaftsdritter.

## Sportliche Karriere
Niels Van Zandweghe belegte 2014 bei den Junioren-Weltmeisterschaften den siebten Platz im Doppelvierer. Bei den Olympischen Jugendspielen 2014 ruderte er auf den fünften Platz im Einer. 2015 erreichte er mit dem Leichtgewichts-Doppelvierer den sechsten Platz bei den U23-Weltmeisterschaften. 
Ab 2016 startete Niels Van Zandweghe zusammen mit Tim Brys im Leichtgewichts-Doppelzweier. Bei den Europameisterschaften 2016 belegten die beiden den fünften Platz. Zwei Wochen später gewannen sie in Luzern die letzte Qualifikationsregatta für die Olympischen Spiele in Rio de Janeiro. Allerdings gewann Hannes Obreno bei der Qualifikationsregatta den Lauf im Einer und nur ein belgisches Boot durfte auf diesem Weg nominiert werden. Der belgische Verband entschied sich für Obreno, der dann in Rio de Janeiro Olympiavierter wurde. Niels Van Zandweghe startete stattdessen im Leichtgewichts-Einer bei den U23-Weltmeisterschaften und gewann den Titel.
Auch bei den Europameisterschaften 2017 trat er im Leichtgewichts-Einer an und gewann Bronze hinter dem Schweizer Michael Schmid und dem Ungarn Péter Galambos. Bei den Weltmeisterschaften 2017 in Sarasota starteten Brys und Van Zandweghe wieder zusammen im Leichtgewichts-Doppelzweier und belegten den fünften Platz. 2018 erreichten sie den vierten Platz bei den Europameisterschaften in Glasgow. Bei den Weltmeisterschaften in Plowdiw belegten sie den dritten Platz hinter den Iren und den Italienern. 2019 gewannen sie hinter den Deutschen und den Italienern die Bronzemedaille bei den Europameisterschaften in Luzern. Bei den  Weltmeisterschaften in Linz-Ottensheim erreichten sie im Leichtgewichts-Doppelzweier den 7. Platz und erruderten damit einen Quotenplatz für Belgien für die Olympischen Spiele 2020 in Tokio. 2020 gewannen die beiden die Bronzemedaille bei den Europameisterschaften hinter den Booten aus Italien und Deutschland. Bei den Olympischen Spielen in Tokio erreichten die beiden Belgier den fünften Platz. 2024 bei den Olympischen Spielen in Paris belegten Niels Van Zandweghe und Tibo Vyvey den neunten Rang.